# Moteur-fusée

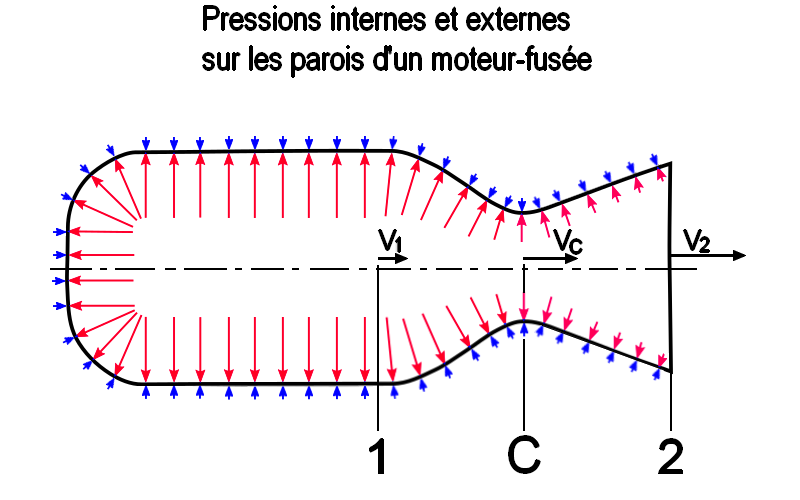
Principe d'action-réaction du moteur-fusée

Schéma en coupe d'un missile V2 première fusée opérationnelle à longue portée mettant en œuvre un moteur-fusée.

Le moteur-fusée est un type de moteurs à réaction, c'est-à-dire un engin qui projette un fluide (gaz ou liquide) vers l'arrière, ce qui transmet par réaction une poussée au véhicule solidaire du moteur, de force égale et de direction opposée, vers l'avant. Le moteur-fusée présente la particularité d'expulser une matière qui est entièrement stockée dans le corps du véhicule. 
Généralement, un moteur fusée fonctionne en expulsant des gaz qui sont produits par une réaction chimique exothermique dans une chambre de combustion et qui sont accélérés par une tuyère de Laval. Les capacités d'un moteur-fusée sont principalement caractérisées par sa poussée, c'est‑à‑dire la force qu'il peut exercer, et son impulsion spécifique qui est la mesure de son rendement massique. Il existe de nombreuses catégories de moteurs-fusées : les principales sont les moteurs-fusées à ergols solides et les moteurs-fusées à ergols liquides.
Ce type de moteur est en particulier utilisé par les fusées et les missiles pour plusieurs raisons : il peut fonctionner à toute  pression atmosphérique et jusque dans le vide de l'espace, il permet d'atteindre des vitesses très importantes (au delà de la vitesse de libération), il permet une bonne maniabilité par poussée vectorielle, et il est relativement léger et simple (donc fiable). Ces avantages compensent, pour ces applications, ses deux principaux inconvénients : il oblige à emporter le comburant au lieu d'utiliser l'oxygène de l'air, et son rendement énergétique est en général plus faible qu'un turboréacteur ou une propulsion par hélice.

## Histoire
Les premières fusées, avec un moteur-fusée des plus rudimentaire (un simple tube), apparaissent pratiquement en même temps que la poudre à canon, avant l'artillerie. Bien que de nombreux militaires aient tenté, au cours des siècles, de les utiliser comme arme, les résultats sont peu favorables. Même si dans quelques cas (fusées de Mysore, fusée Congreve) les fusées ont quelque efficacité, l'artillerie reste préférée. L'usage se limite en pratique aux feux d'artifice jusqu'aux années 1930, qui voient de nombreux inventeurs et chercheurs réaliser des progrès techniques spectaculaires, avec la compréhension théorique du fonctionnement des fusées et des caractéristiques des ergols les plus favorables, la mise au point opérationnelle de moteur-fusée à ergols liquides, et des usages frappant pendant la Seconde Guerre mondiale : fusée V2, Bazooka et Panzerfaust, Katioucha, etc.
Depuis, les moteurs-fusée ont pris leur place dans la palette des moyens de propulsion civils et militaires. On n'a cessé de les perfectionner et au début du XXIe siècle, leur emploi reste primordial pour la propulsion spatiale. Afin de pallier leur défauts, on recherche des solutions alternatives, par exemple pour la propulsion de sondes spatiales ou l'accélération atmosphérique par d'autres moteurs, plus ou moins proches : superstatoréacteur, moteur ionique ou VASIMR.

## Principe de fonctionnement
Le moteur-fusée est le type de moteur au principe de fonctionnement le plus simple : deux ergols brûlent dans une chambre de combustion, sont accélérés puis éjectés par une tuyère de Laval.
Plusieurs caractéristiques s'appliquent aux moteurs-fusées :
- l'Impulsion spécifique, exprimée en secondes, mesure la durée pendant laquelle un kilogramme d'ergol fournit une poussée d'un kilogramme-force, soit 9,80665 N. Plus elle est élevée, meilleur est le rendement massique du système, en termes de force exercée ; cependant, c'est la quantité de mouvement transmise au véhicule qui importe, de sorte que l'optimum énergétique ne s'obtient pas en maximisant l'impulsion spécifique ;

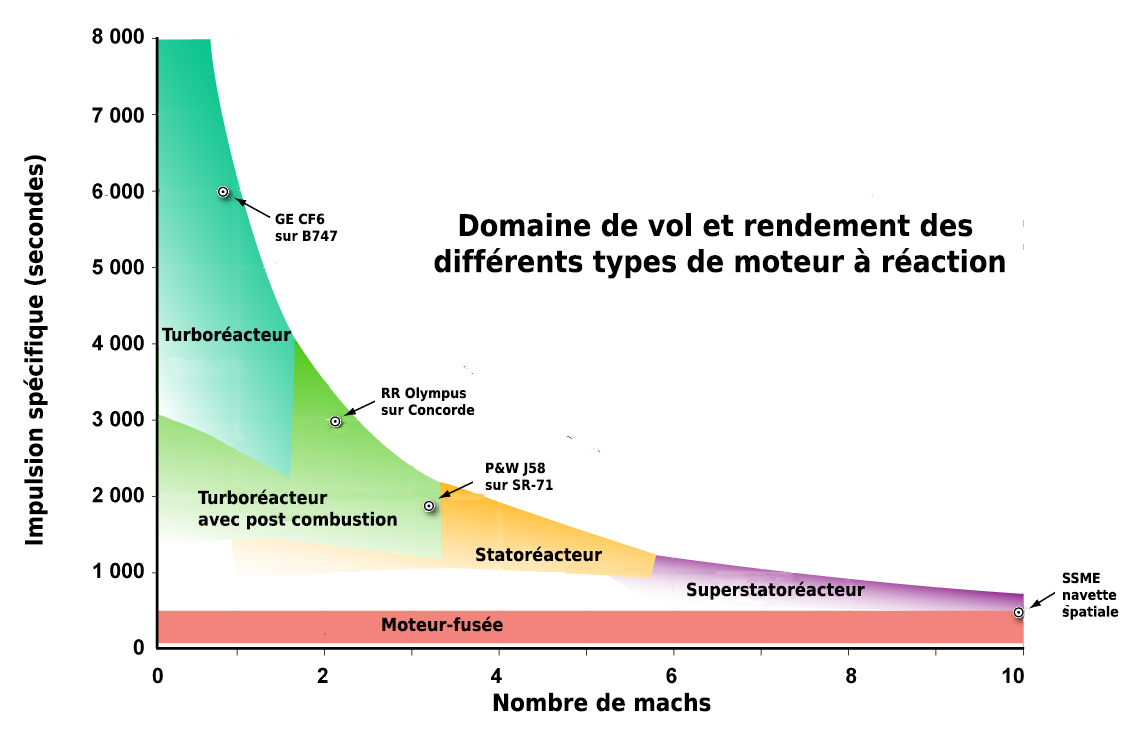
Domaine de vol (vitesse en mach) et rendement (Impulsion spécifique) des différents types de moteurs à réaction. Le moteur-fusée a le domaine de vol le plus étendu mais le rendement le plus faible.

- le débit massique, correspondant à la masse d'ergols consommée par unité de temps ;
- la vitesse d'éjection des gaz, dont dépend indirectement la vitesse atteinte par le véhicule.

{\displaystyle V_{e}={\sqrt {\;{\frac {T_{0}\;R}{M}}\cdot {\frac {2\;\gamma }{\gamma -1}}\cdot {\bigg [}1-(P_{e}/P_{0})^{(\gamma -1)/\gamma }{\bigg ]}}}}
| où :                    |                                                                  |
| {\displaystyle V_{e}}   | = vitesse de sortie du flux, m/s                                 |
| {\displaystyle T_{0}}   | = température totale du fluide, K                                |
| {\displaystyle R}       | = constante universelle des gaz parfaits = 8,3145 J/(mol·K)      |
| {\displaystyle M}       | = masse molaire des ergols, kg/mol                               |
| {\displaystyle \gamma } | = {\displaystyle c_{p}/c_{v}} = rapport des capacités thermiques |
| {\displaystyle c_{p}}   | = Capacité thermique massique du gaz à pression constante        |
| {\displaystyle c_{v}}   | = Capacité thermique massique à volume constant                  |
| {\displaystyle P_{e}}   | = pression statique de sortie en pascals                         |
| {\displaystyle P_{0}}   | = pression totale du gaz en pascals                              |

- La poussée, mesuré en newtons est calculée ainsi :

{\displaystyle F_{n}={\dot {m}}\;V_{e}+A_{e}(P_{e}-P_{amb})}
où :
{\displaystyle {\dot {m}}=\,}débit massique en kilogrammes par seconde (kg/s)
{\displaystyle V_{e}=\,}vitesse de sortie en mètres par seconde
{\displaystyle A_{e}=\,}aire du flux à la sortie en mètres carrés (m²)
{\displaystyle P_{e}=\,}pression statique de sortie en pascals (Pa)
{\displaystyle P_{amb}=\,}pression ambiante en pascals
- Le rapport poids/poussée, qui représente le poids du moteur sur sa poussée. Plus le moteur est léger et plus sa poussée est importante, plus ce rapport est avantageux.

## Moteur à ergols solides
Il s'agit du modèle le plus simple et nécessitant très peu de moyens et de soins, les ergols solides pouvant être entreposés plusieurs années, faciles à transporter et peu chers. Pour toutes ces raisons, on le retrouve dans la plupart des missiles tactiques et balistiques et dans les propulseurs d'appoint. On utilise le terme de propergol pour désigner un mélange oxydant/réducteur autonome de ce type de moteur.
La combustion se déroule idéalement en couches parallèles. La géométrie initiale du bloc de propergol fixe alors la loi d'évolution de surface du bloc, donc sa loi de débit et de poussée. Les géométries les plus courantes sont :
- à combustion frontale : le bloc brule « en cigarette », c’est-à-dire avec une surface de combustion faible en regard du volume mais constante ;
- avec un canal : un canal est pratiqué dans l'axe du bloc et la combustion évolue radialement. Le canal peut être axisymétrique ou présenter un motif particulier, en étoile, en U ou rond.

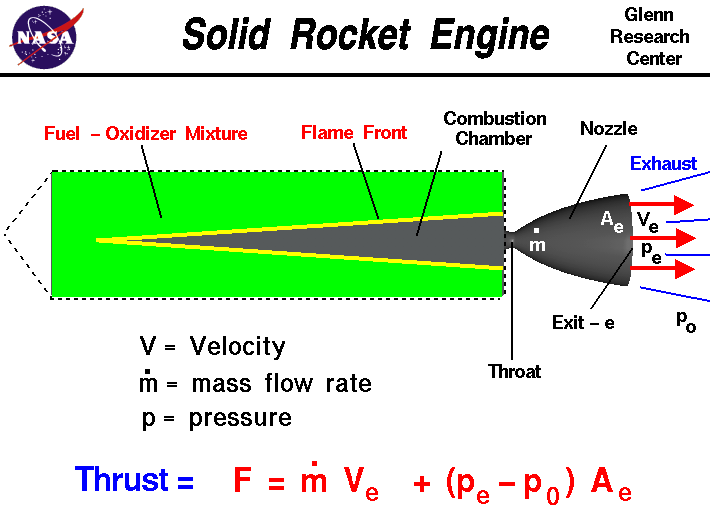
Schéma d'un moteur à poudre

Les propergols les plus courants sont :
- poudre noire, très souvent utilisée dans la construction amateur ;
- monergol à base de nitrocellulose, amélioré par l'ajout d'aluminium ;
- nitrate d'ammonium, souvent mélangé avec de la poudre d'aluminium ;
- perchlorate d'ammonium ;
- zinc-soufre.

D'autres combinaisons peuvent être réalisées, dans la plupart des cas, avec un ou plusieurs des éléments cités ci-dessus.
Pour donner un exemple de la complexité réelle (au-delà des informations de base données plus haut), dans le cas, très médiatisé, des propulseurs d'appoint de la navette spatiale américaine, la mixture d'ergol dans chaque moteur de propulseur consiste en (% massiques) :
- 69,6 % de perchlorate d'ammonium - le comburant / oxydant ;
- 16 % d'aluminium - le carburant ;
- 12,04 % de polymère qui permet de lier les deux composants ;
- 1,96 % d'un agent de nettoyage époxy ;
- 0,4 % d'oxyde de fer - catalyseur.

## Moteur à ergols liquides
Ces moteurs (par exemple booster d'Energuia) utilisent des ergols stockés dans des réservoirs séparés, qui sont injectés dans une chambre de combustion puis éjectés par la tuyère, générant la poussée. Beaucoup plus performants que les modèles à ergols solides, ils sont néanmoins complexes à concevoir, à fabriquer et à utiliser. En 2011, pratiquement tous les moteurs de fusées et de vaisseaux habités sont de ce type. Un autre avantage des moteurs à ergols liquides est leur facilité de contrôle de la combustion, en effet, on peut régler la poussée et les éteindre et rallumer plusieurs fois de suite. Cette dernière caractéristique les rend très utiles pour les moteurs vernier.

Schéma de fonctionnement d'un moteur-fusée à ergols liquides classique.

Les principaux couples d'ergols sont (dans l'ordre oxydant/réducteur) :
- acide nitrique-kérosène ;
- oxygène liquide (LOX)-hydrogène liquide (LH2) ;
- oxygène liquide-kérosène ;
- oxygène liquide-méthane liquide ;
- oxygène liquide-hydrazine ;
- peroxyde d'azote-kérosène ;
- peroxyde d'azote-hydrazine ;
- peroxyde d'azote-1,1-diméthylhydrazine (UDMH).

Le refroidissement du moteur peut se faire de trois manières : soit par circulation d'un ergol (généralement le carburant) autour du moteur (premiers modèles), soit par pulvérisation interne du comburant sur la paroi (moteurs de dimensions réduites), soit en utilisant ces deux possibilités (moteurs principaux). Souvent, ces moteurs utilisent des ergols cryogéniques, liquides, stockés à très basses températures.

### Chambre de combustion
La chambre de combustion est la partie où les ergols sont injectés et brulés. Compte tenu des températures de combustion très élevée, sa paroi doit être refroidie. Ses dimensions dépendent du couple d'ergols et du type d'injecteurs.

### Tuyère de Laval
La tuyère de Laval est la partie située entre la chambre de combustion et la tuyère. Elle sert à accélérer les gaz jusqu'à la vitesse du son.

### Tuyère
La tuyère est la partie où les gaz accélèrent et sortent du moteur. Sa forme caractéristique est due au besoin d'adapter la pression du flux de sortie à la pression ambiante, pour des raisons de stabilité de combustion et de poussée. Cependant, en gagnant de l'altitude, le diamètre de sortie devrait s'élargir, ce qui est difficile à faire avec une configuration classique. Pour contrer ce problème, un nouveau type de tuyère a été développé : la tuyère à compensation d'altitude, ou « aerospike ». Ce genre de tuyère a la particularité de laisser un large espace aux gaz, leur permettant de 'coller' aux changements de pression.

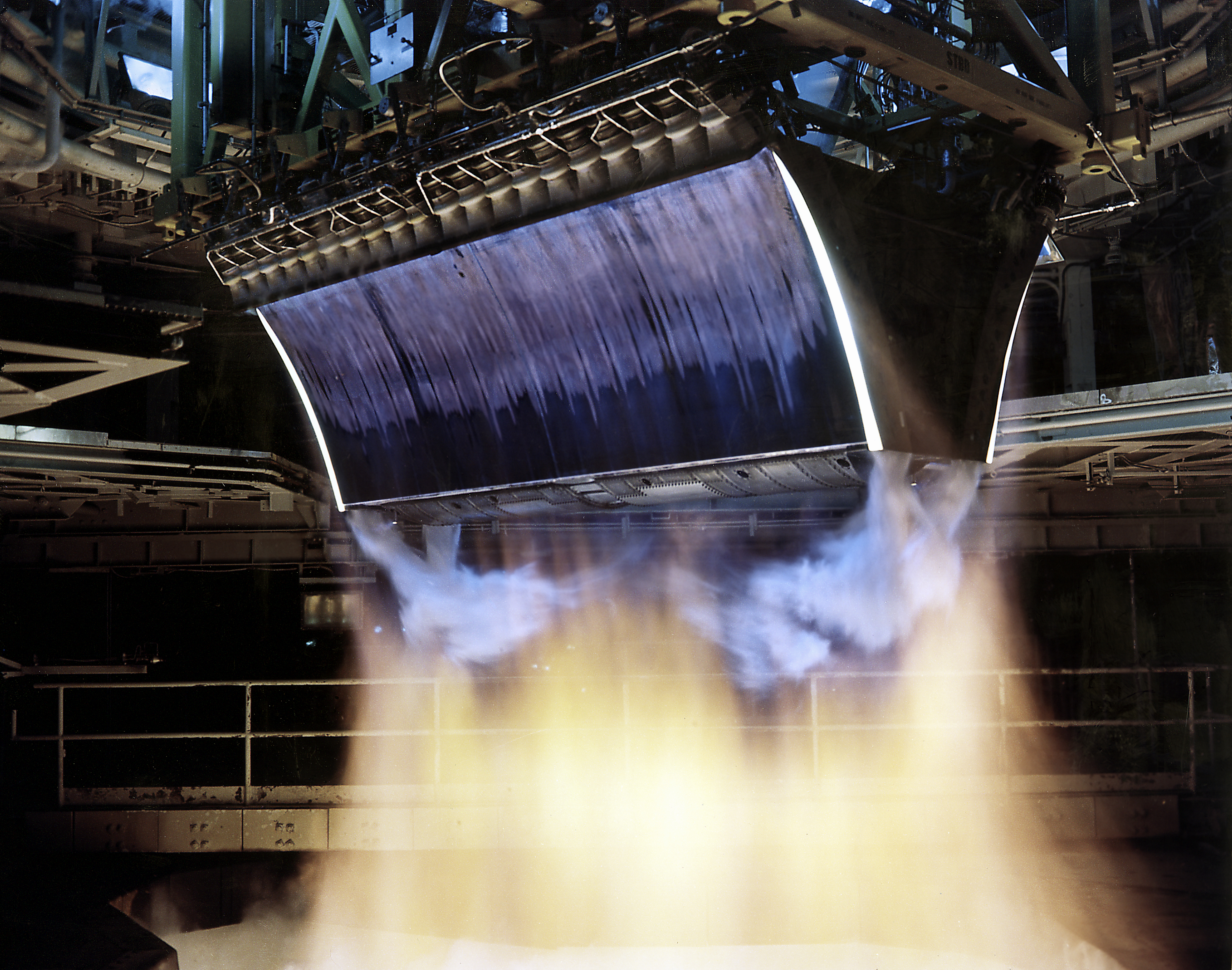
Tuyère de type aerospike à compensation d'altitude. Les gaz collent à la paroi et peuvent se dilater sans problème.
Évolution de la température, vitesse et pression des gaz.
De haut en bas : pression ambiante trop basse, idéale, légèrement trop élevée, beaucoup trop élevée.

### Moteurs à ergols hypergoliques
Les ergols hypergoliques ont la particularité de s'embraser spontanément lorsqu'ils sont mis en contact, ce qui permet de simplifier une partie du moteur, car le dispositif d'allumage devient alors superflu.
Exemple : le moteur de remontée du module lunaire du programme Apollo, les moteurs de manœuvre de la navette spatiale.

### Moteurs à lithergols (propulsion hybride)

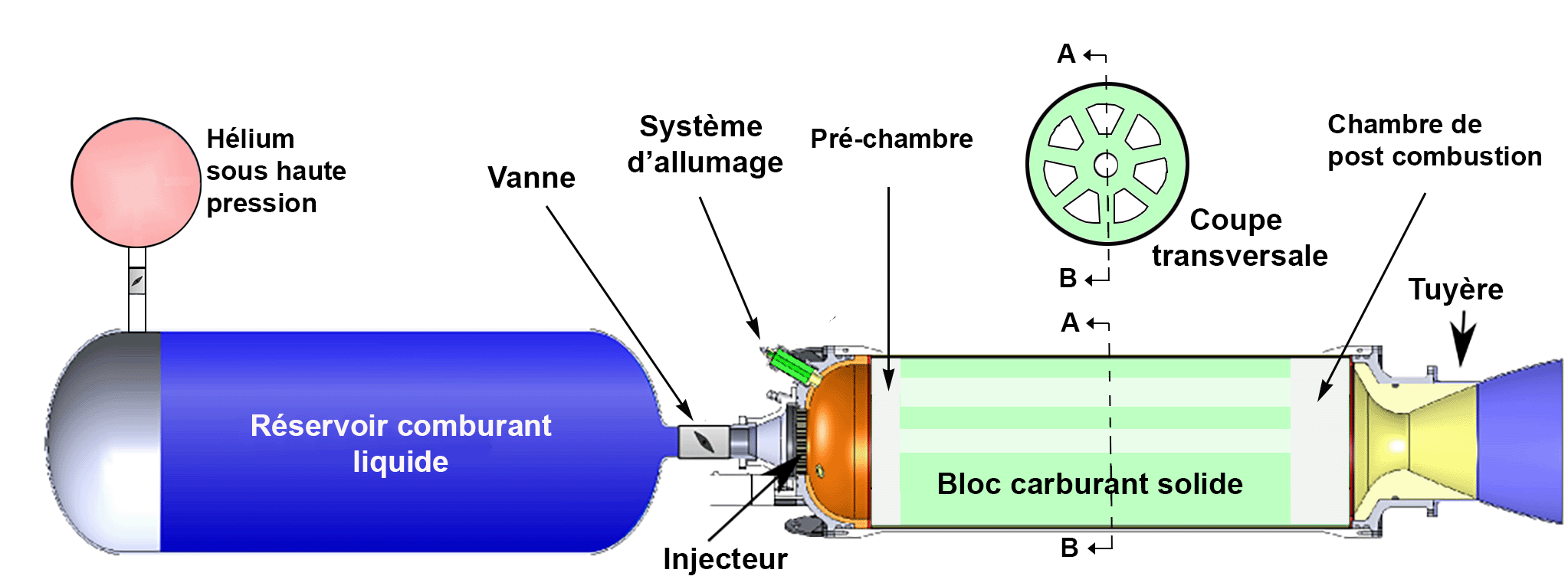
Schéma d'un moteur à lithergols

Ces moteurs utilisent un ergol solide et un autre liquide, généralement un carburant solide et un comburant liquide. On peut citer dans cette catégorie le moteur du vaisseau SpaceShipOne.

### Moteurs à monergol
Les moteurs à monergol n'utilisent pour leur fonctionnement qu'un seul ergol, celui-ci à la particularité de s'auto-enflammer en présence d'un catalyseur ou d'une source de chaleur. Quelques moteurs fonctionnant principalement au peroxyde d'hydrogène ont vu le jour aux débuts de l'ère spatiale, ils sont encore utilisés dans la construction amateur.

### Moteurs à triergol
Les moteurs à triergol utilisent trois ergols afin d'optimiser le compromis entre la poussée et le volume des réservoirs. Cette configuration reste théorique et n'a pas encore d'application réelle. On peut citer par exemple le RD-701 russe, fonctionnant au mélange LOX-LH2-kérosène, qui devait équiper l'avion spatial MAKS.

## Prospective

### Moteurs-fusées nucléaires

Schéma d'un moteur nucléaire thermique.

La propulsion nucléaire spatiale applique la fission nucléaire aux moteurs-fusées, ils pourraient produire une poussée considérable et de longue durée. Aucun moteur de ce type n'a été utilisé (les grands risques d'accidents et de pollution ont empêché le développement de ces technologies).

### Réservoir de combustible «autophage»
Selon le Journal of Spacecraft and Rockets (2018), des chercheurs écossais et ukrainiens ont proposé d'abandonner l'idée d'une chambre solide contenant un carburant liquide au profit d'une chambre solide elle-même constituée de carburant. Cette chambre « se mangerait elle-même » et la fusée s'allégerait un peu plus au fur et à mesure de la montée dans l'atmosphère. De premiers tests laissent penser que cette approche n'empêcherait pas un bon contrôle de la poussée (throttleability).
L'entreprise française Alpha Impulsion travaille également sur cette technologie.